# Umberto Colombo (Leichtathlet)
Umberto Colombo (* 1880 in Brembate di Sopra; † nach 1900) war ein italienischer Leichtathlet.

## Werdegang
Colombo war Mitglied des Mailänder Sportvereins Mediolanum und auf die kurzen Laufstrecken spezialisiert. 1900 war er Mitglied der italienischen Mannschaft bei den Olympischen Sommerspielen in Paris und ging über 100 Meter und 400 Meter an den Start. Über 100 Meter verpasste er als Dritter seines Vorlaufs die Qualifikation für die nächste Runde, über 400 Meter schied er als Vierter oder Fünfter seines Vorlaufs aus.
Colombos persönliche Bestzeit über 100 Meter lag bei 11,0 Sekunden, aufgestellt 1898.